# Coulans-sur-Gée
Coulans-sur-Gée település Franciaországban, Sarthe megyében. Lakosainak száma 1619 fő (2022. január 1.). Coulans-sur-Gée La Quinte, Souligné-Flacé, Amné, Brains-sur-Gée, Chaufour-Notre-Dame és Bernay-Neuvy-en-Champagne községekkel határos.

## Népesség
A település népességének változása:
| Lakosok száma | 1689 | 1660 | 1725 | 1650 | 1653 | 1656 | 1647 | 1633 | 1619 |
|               | 2013 | 2015 | 2016 | 2017 | 2018 | 2019 | 2020 | 2021 | 2022 |